# Nelly Östlund
Nelly Margareta Östlund, född Wååg 25 juli 1920 i Bollnäs församling, Gävleborgs län, död 8 januari 2015 i By församling, Dalarnas län, var en svensk riksspelman. 
Hon växte upp i Lenninge utanför Bollnäs. Nelly Östlund var riksspelman med Zorns guldmärke, något som tilldelas högst en eller två personer varje år. Hon gifte sig med dalaspelmannen och jordbrukaren Folke Östlund och var sedan 1945 bosatt i Rossberga, södra Dalarna. Nelly Östlund var traditionsbärare av såväl hälsinge- som dalalåtar och belönades med bland annat med Zornmärket i såväl silver (1950) som guld (1991). Hon var då den första kvinna som erhållit zornmärket i guld för fiolspel. Hon fick Avesta kommuns utmärkelse "Årets Fridolin" 1999, Dalarnas landstings kulturpris och 2004 års Spel-Stina-medalj.

## Karriär
Nelly Östlunds första fiollärare hette Sven Ek. Han var spelkompis med Nellys far Gustav Wååg. Sven Ek spelade både klassisk musik och spelmanslåtar. Redan när hon var 12 år ordnades en konsert i Lenninge då Nelly Wååg och Sven Ek spelade "allmogelåtar från Hälsingland arrangerade för 2 fioler". Hon blev kort därefter uppmärksammad av Jon-Erik Öst som överlät fiollektioner på henne som han betalt i förskott för sin son Erik Öst hos Jonas Olsson ("Knuss Jonas"). Knuss Jonas var en ansedd äldre hälsingespelman som spelade både klassisk musik och låtar. Han var spelkompis med Appelgren, en spelman som härstammade från Ore socken i Dalarna
Redan som 16-åring fick Nelly Wååg följa med Anna Öst på turné i Skåne när Anna Öst behövde en spelkompis. 1939 var Nelly Wååg erkänd som en av de bästa spelmännen i Hälsingland och blev som sådan inbjuden till att spela på Skansen tillsammans med fyra andra spelmän som representanter för Hälsingland. För den breda allmänheten blev hon känd via flera radiouppträdanden 1939-1942, först tillsammans med hälsingespelmannen Erik Lööf och senare tillsammans med spelkompisarna i Hälsingeflickorna och Gilleflickorna.  Anna Öst var enligt Nelly den som tog initiativet till bildandet av den sommartid professionella damorkestern Hälsingeflickorna. Den enkla orsaken att Anna Öst behövde en inkomst, så hon rekryterade de bästa unga kvinnliga musiker hon kunde få tag på. Hälsingeflickorna bestod till en början av Anna Öst, Märta Bengtsson, Astrid Sjöström och Nelly Wååg.
Orkestern fick omkring 1942 byta namn till Gilleflickorna när Nelly Wååg var den enda kvarvarande medlemmen som kom från Hälsingland.
De var i början av 1940-talet en av de orkestrar som drog väldigt mycket publik i Furuviksparken och de många folkparker som fanns på den tiden. De drog så mycket folk att de på många ställen konkurrerade  med Carl Jularbo om publikrekordet.. En av medlemmarna, Astrid Sjöström från Malmberget, blev svensk mästarinna på dragspel 1944.. De sjöng bra och spelade förutom dragspel och fiol vid behov piano, trumpet och saxofon vilket gjorde att de kunde växla mellan att spela gammeldans på den gamla dansbanan eller på dansbanan för modärnt, dvs mest foxtrot. Dåtidens Folkparker hade ofta två dansbanor. Nelly Wååg själv spelade ibland fiol till det som kallades för modernt , dvs foxtrot, tango och swing, fiolspel i en stil inspirerad av den danske violinisten Svend Asmussen (en korsning mellan 1920- och 1930-talets jazzmusik och foxtrot). Namnet Hälsingeflickorna var en parafras på Hälsingepojkarna som var en mycket populär grupp spelmän ledd av Eric Öst som börjat turnera och spela i skivor några år tidigare. Hälsingepojkarna var kända för ett mycket virtuost framförande av låtar från Hälsingland. Gilleflickorna engagerades på Berns salonger i Stockholm och som fältartister vilket innebar att de turnerade med bland annat Sigge Fürst och Elof Ahrle Varken Hälsingeflickorna eller Gilleflickorna gjorde någon skivinspelning vilket kan ha berott på att orkestern i till mycket stor del turnerade mellan festplatser i den så kallade landsorten. 
Efter vigseln år 1945 med Folke Östlund (1911–1995) blev Nelly Östlund bondmora på en mindre gård i Rossberga (Avesta kommun), mjölkkor och tre barn med allt det innebar med plikter, vilket gjorde att det offentliga spelandet inte blev lika omfattande som tidigare. De blev kända som spelmansparet Folke och Nelly Östlund och gav på 1970-talet ut tre LP-skivor. Hon bodde på gården i Rossberga ända tills hon var drygt 90 år gammal. I Dalarna blev det en helt annan stil på låtarna som hon lärde sig av lokala spelmän men även av Röjås Jonas från Boda som ofta kom på besök för att spela i stämmor. 
Under senare år träffades Avesta spelmanslag i många år hemma hos henne varannan vecka under vinterhalvåret.  
Som spelman har hon varit särskilt känd för sin energiska och varierade stråkföring med väldigt bra intonering, klang och tonkvalitet i fiolen. Speciellt hennes uppstråk var på vissa ställen speciella, mer energiska än hos de flesta andra spelmän Under 1980-talet var hon med i den så kallade Zorn-juyn som utser vilka som skall bli riksspelmän. Hon gjorde även egna låtar.  
På äldre dagar var hon engagerad i By folkdanslag, följde dem på resor utomlands, gjorde låtar på beställning och medverkade i programmet "Tidernas bröllop". Hon fungerade även som Avesta spelmanslags konstnärliga ledare. Vid 84 års ålder tvingades hon sluta spela fiol på grund av att bältros förstörde känseln i fingertopparna; även efter det fortsatte hon att hålla kontakt med lokala spelmän.

## Vald till lucia i Bollnäs 1941
Nelly Wååg blev år 1941 Bollnäs första folkvalda lucia - ett stort evenemang det året - som samlade 7000 åskådare i Bollnäs.

## Diskografi
- 1970 – Spelmanslåtar från Dalarna och Hälsingland (med Folke Östlund) (Gille: GMLP 101)
- 1976 – Låtar och visor (med Folke Östlund och Birgitta och Björn Cederberg) (Ytf 50370)
- 1978 – Nelly och Folke spelar låtar (med Folke Östlund) (Gille: SLP 102)
- 1988 – Låteri - så låter vi (med Avesta spelmanslag. Nelly Östlund spelar solo en Polska Efter Vilhelm Hedlund)

## Radio- och TV-framträdanden
- Spelmanskvarten (1971) (även sänt mars 2009 i Sveriges Radio P2 Folke mars 2009 från Sveriges radios arkiv)[15]
- Filikromen - Spel-Stina (P2, 1994-08-18)[15]
- Fiolfamiljen Östlund. Folke, Nelly och dottern Birgitta, Sänt 1974 av SVT [13]